# Gare de Darnytsia
La gare de Darnitzya (en ukrainien : Дарниця (залізнична станція)), est une gare ferroviaire de la banlieue de Kiev en Ukraine.

## Situation ferroviaire
Elle est exploitée par le réseau Pivdenno-Zakhidna zaliznytsia.

## Histoire
Elle fut ouverte en 1899 et est un important dépôt ferroviaire et croisement sur la ligne Kiev passager-Nizhin et Kiev-Zvatochin, elle est électrifiée en 1972.
Elle est construite dans le cadre de la création de la ligne Kiev-Poltava dans un quartier Nova-Darnitsya qui existait déjà.

## Service des voyageurs

### Accueil
Agrandie en 2004 elle peut accueillir des trains de banlieue et des trains internationaux ainsi que 4 000 passagers.

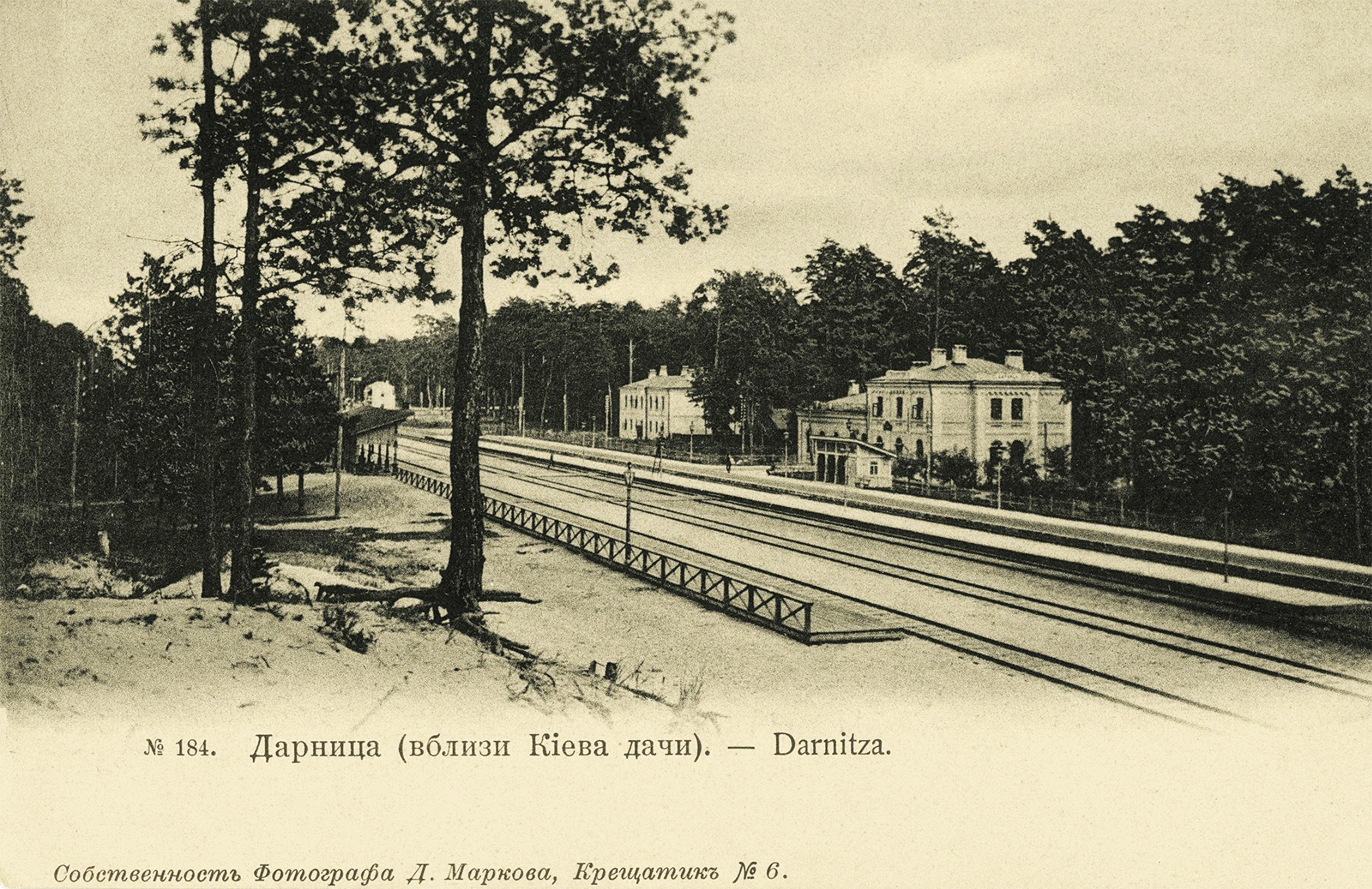
En 1904,
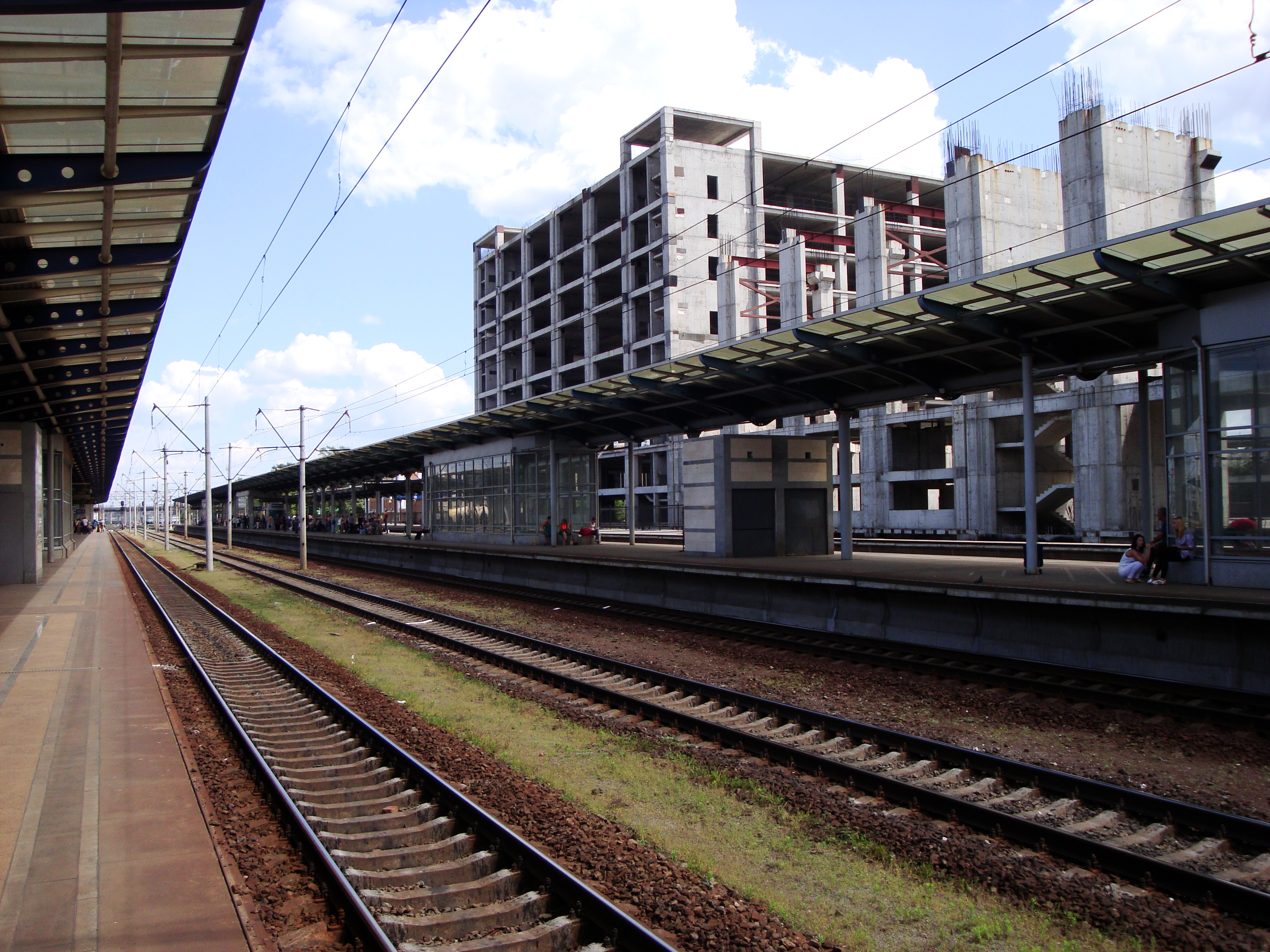
quais
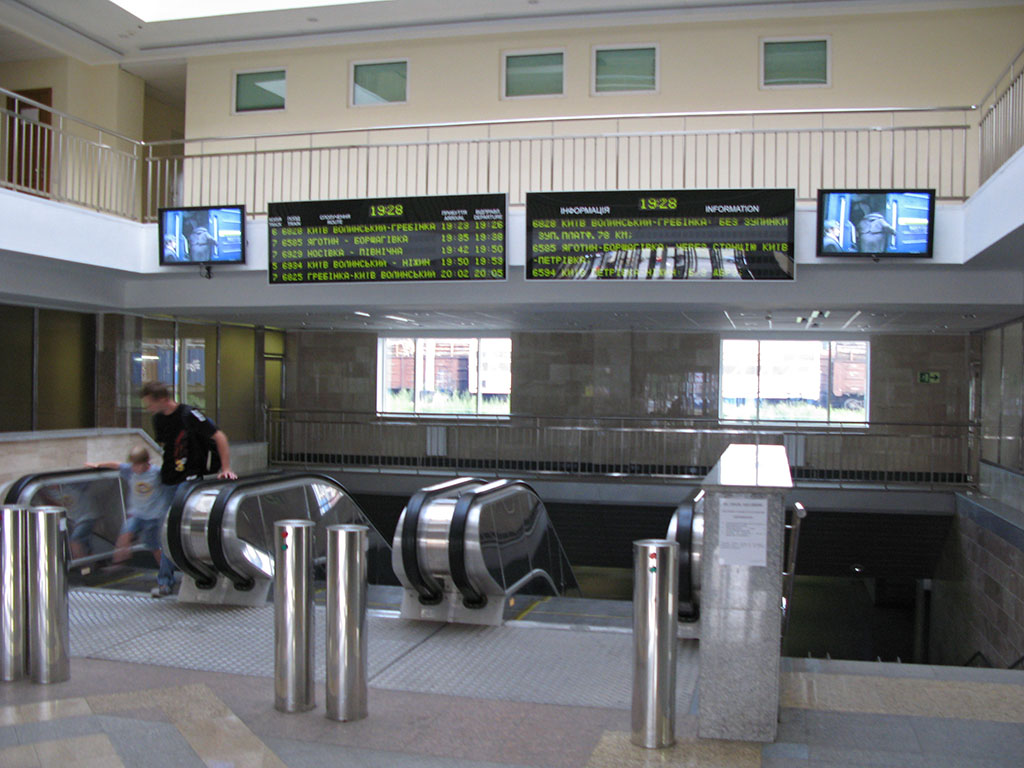
halle passagers.
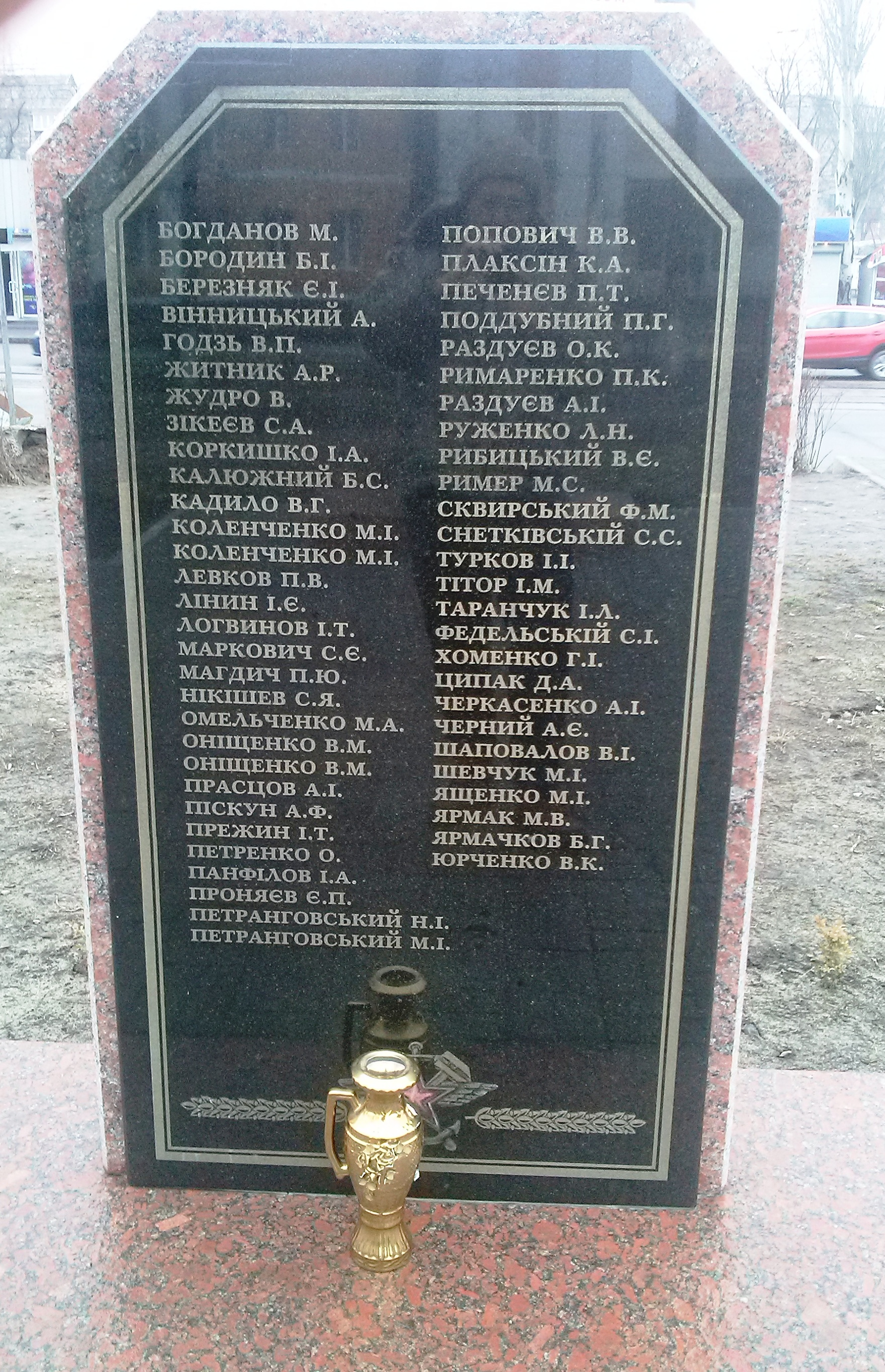
Deux monuments
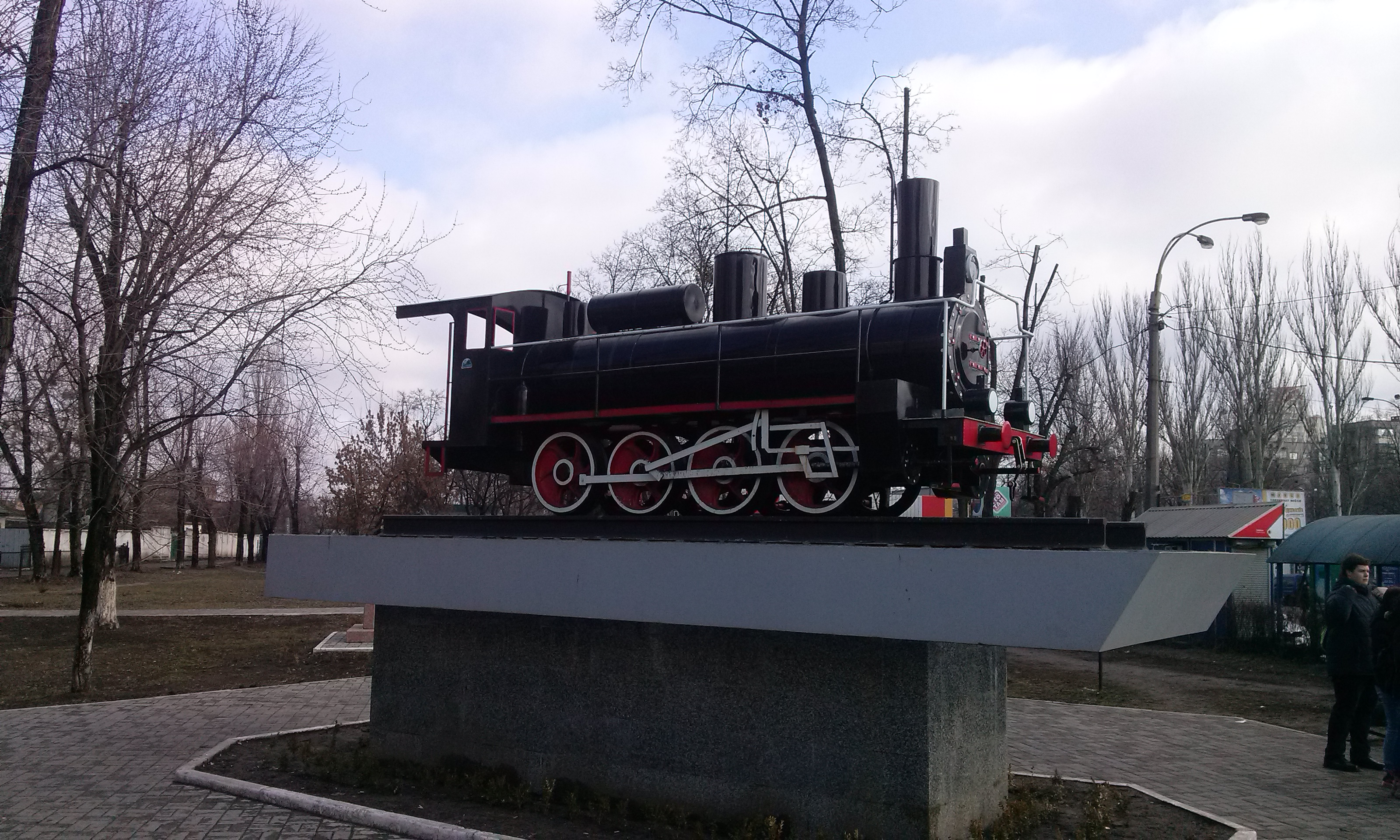
mémoriaux.

### Intermodalité
En 2018 le rapide Kiev-Boryspil qui relie la ville à l'Aéroport de Kiev-Boryspil s’arrête en la gare. Elle est l'une des plateformes du train urbain électrifié de Kiev, mais aussi avec les bus de ville et les Marchroutka.